# Derek B
Derek Boland (15 de janeiro de 1961 - 15 de novembro de 2009), mais conhecido pelo seu pseudônimo Derek B foi um rapper inglês. Era mais conhecido comercialmente pelos singles "Goodgrove" e "Bad Young Brother", os quais foram lançados em 1988, mesmo ano do lançamento de seu único álbum, Bullet from a Gun.
Faleceu na cidade de Londres em 15 de novembro de 2009 vítima de uma parada cardiorrespiratória. Sua morte foi anunciada oficialmente no dia seguinte.

## Discografia
- Bullet from a Gun (1988) - Reino Unido #11